# Terra Galega
Terra Galega (TEGA) es un partido político que se define como una fuerza democrática, galleguista, dentro del marco de la Constitución y del Estatuto de Autonomía, en su capacidad de unificar en una sola dirección la fuerza más genuina de los pueblos que se organizan desde abajo, con plena conciencia de responsabilidad compartida. Centrista en la búsqueda de los consensos. Progresista en sus posicionamientos estratégicos hacia el desarrollo de la sociedad. Se formó el 4 de noviembre de 2005, aunque estaba registrado desde mayo de ese año.

## Historia
Surgió de la unión del Centro Democrático Independiente (CDI), Iniciativa Galega (proveniente de Converxencia Nacionalista Galega), Coalición Galega, Unidade por Narón (escisión de Unidade Galega), y algunas otras pequeñas fuerzas locales que en el momento de la constitución del partido sumaban 4 alcaldes y 64 concejales en 32 municipios gallegos. Los estatutos de Tega permiten la existencia de partidos federados en su seno.
Celebró su congreso constituyente el 20 de mayo de 2006 con la participación de 500 compromisarios que eligieron a Pablo Padín, exconsejero de Sanidad de la Junta de Galicia, como presidente y a Xoán Gato, alcalde de la localidad coruñesa de Narón, como coordinador general. En octubre de 2006 Unión Ourensana se integró en Terra Galega, así como seis de los doce concejales del Partido Popular en Arteijo
Terra Galega obtuvo 14.279 votos (0,97% del total) en las elecciones municipales de 2015 en el conjunto de Galicia lo que se tradujo en 29 concejales. Su implantación territorial se da sobre todo en la provincia de La Coruña, donde obtuvo 13.965 votos (el 2,36% del voto de la provincia) y 27 concejales. Los otros dos los obtuvo en la provincia de Pontevedra.
El 12 de julio de 2008 se celebró o su II Congreso, en el que Pablo Padín fue reelegido como presidente y Xermán Tobío fue elegido nuevo secretario general. Sin embargo, Xoán Gato impugnó el Congreso judicialmente y consiguió que, el 23 de agosto siguiente, los acuerdos tomados en el congreso fueran suspendidos de forma cautelar, con lo que recuperó su cargo de coordinador general, siendo repuesta toda la dirección relevada en el congreso. Desde entonces, ambas facciones pugnan por arrogarse la representación de Terra Galega, habiendo expulsado ambas a los dirigentes de la facción contraria.
Xoán Gato fue proclamado, en enero de 2009, candidato de Terra Galega a la presidencia de la Junta de Galicia en las elecciones de marzo. Por su parte, la facción de Padín había anunciado su alianza con el Partido Galeguista. Esta se concretó en enero de 2009, con el nombre de Máis Galicia, con Xermán Tobío como candidato.
En relación con el conflicto entre ambas facciones, se fijó el juicio para el 9 de marzo. Previamente, la junta electoral determinó con qué nombre concurre cada una de las facciones a las elecciones, dejando finalmente el de Terra Galega para la facción de Xoán Gato.
En las elecciones al Parlamento de Galicia del 1 de marzo de 2009 Terra Galega obtuvo 18.726 votos, un	1,13% del total. Se convirtió así en la quinta fuerza política en importancia tras PPdeG, PSdeG-PSOE, BNG y UPyD, sin conseguir representación. Máis Galicia obtuvo resultados bastante peores quedándose en apenas 923 votos (0,06%).
Finalmente, el Juzgado de Primera Instancia número 3 de Santiago desestimó en marzo de 2009 la demanda de Xoán Gato y confirmó a la dirección elegida en el congreso de julio, con lo que Gato y sus seguidores fueron expulsados del partido. En el año 2010, Xoán Gato anunció la creación de un nuevo partido, Converxencia Galega.
En agosto de 2012 se anunció su asociación con Compromiso por Galicia (CxG) de cara las elecciones al Parlamento de Galicia de 2012, con la posibilidad de integrarse en ella en el futuro. Sin embargo, tras las malos resultados electorales de esta coalición, se desvinculó de ella en noviembre de ese año. Aun así, Coalición Galega decidió permanecer dentro de CxG, desligándose de Terra Galega.

## Implantación local
Terra Galega es una fuerza política con amplio arraigo en varios municipios de Galicia, lugar donde desarrolla el grueso de su actividad política. Destaca especialmente su implantación en la octava ciudad más poblada de Galicia, Narón, donde gobierna desde hace más de 30 años. Actualmente cuenta con 10 ediles de un total de 21,y gobierna en coalición con PSdeG -PSOE (3), siendo alcaldesa Marián Ferreiro Díaz. Con las mismas siglas, este partido ya había gobernado Narón tras las elecciones municipales de 2015 (10 concejales), 2011 (8 concejales), 2007 (10 concejales). Anteriormente había gobernado en este municipio bajo el nombre de Unidade por Narón en 2003, año en que logró mayoría absoluta con un total de 13 escaños, 1999 (9) y 1995 (10). Cuatro años antes, en 1991, también resultó vencedor, bajo las siglas de PSG-EG (Partido Socialista Galego - Esquerda Galega), obteniendo un total de 10 escaños, victoria que ya había cosechado también con las mismas siglas en 1987 (9).